# Luigi Palmieri
Luigi Palmieri (22 de abril de 1807 - 9 de septiembre de 1896) fue un vulcanólogo y meteorólogo napolitano. Es reconocido por sus trabajos científicos sobre las erupciones del Vesubio, los terremotos y los fenómenos meteorológicos.

## Biografía
Palmieri nació en 1807 en Faicchio, en la Terra di Lavoro; a unos 13 kilómetros de Piedimonte Matese, en la provincia de Campania.
En 1845, fue promovido a profesor de física en la Escuela de la Marina Real de Nápoles y en 1847 fue nombrado para la cátedra de física en la Universidad de Nápoles. En 1848, trabajó en el Observatorio Vesubiano y fue nombrado director en 1854. Usando un sismógrafo para detectar y medir los terremotos, Palmieri pudo entonces detectar los movimientos muy ligeros de la tierra, con la esperanza de predecir las erupciones volcánicas. Con el uso de un electrómetro modificado de Peltier, realizó también investigaciones en el campo de la electricidad atmosférica.
En 1882, por primera vez, logró demostrar la presencia de helio en la Tierra, mediante el análisis espectral de la lava del Vesubio.
Sus contribuciones científicas han abarcado diversas áreas, como el desarrollo de un telégrafo Morse modificado, y mejoras al anemómetro y al pluviómetro.
Falleció en Nápoles en 1896.

## Reconocimientos
- Miembro del Consejo Superior de Meteorología
- Senador del Reino
- Gran Comandante de la Orden de la Corona de Italia
- Comandante de la Orden de la Rosa del Brasil

## Eponimia
- El cráter lunar Palmieri lleva este nombre en su memoria.[3]